# Célestin Gaombalet
Célestin Leroy Gaombalet (Grimari, 1º gennaio 1942 – Agen, 19 dicembre 2017) è stato un politico centrafricano.
È stato Primo ministro della Repubblica Centrafricana dal dicembre 2003 al giugno 2005.
Dal giugno 2005 all'aprile 2013 è stato Presidente dell'Assemblea nazionale centrafricana, componente legislativo del sistema monocamerale centrafricano.